# 山本幸平

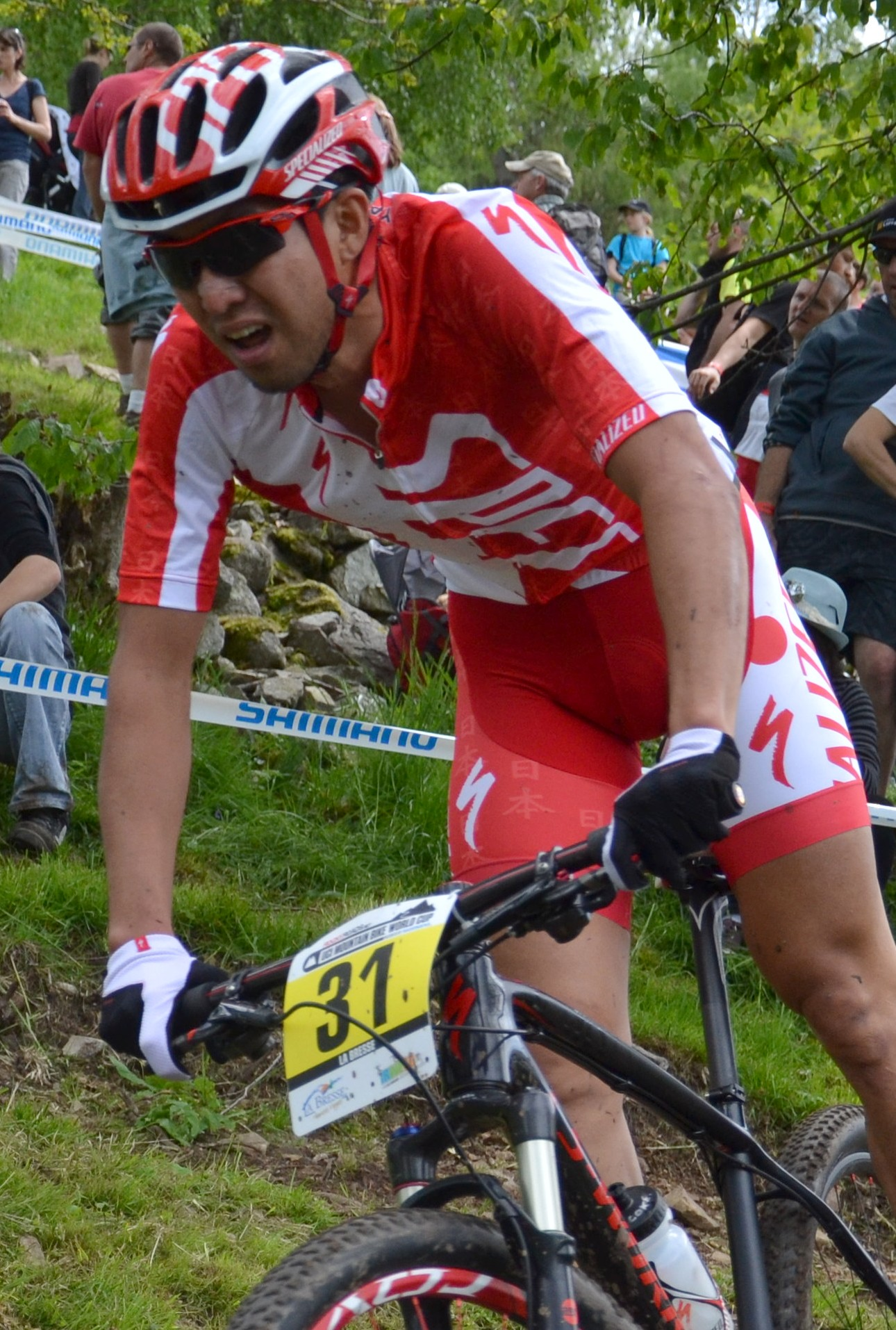
山本幸平

山本 幸平（やまもと こうへい、1985年8月20日 - ）は、北海道幕別町出身の自転車競技、マウンテンバイク（MTB）・クロスカントリー（XC）選手。北海道帯広農業高等学校、国際自然環境アウトドア専門学校出身。兄の山本和弘は元MTBクロスカントリー（XC）選手で現在はマスターズクラスの全日本チャンピオン。妻は、元トライアスロン選手の田中敬子。

## 戦歴
- 2008年
  - 6月22日、イタリアのヴァル・ディ・ソーレで開催されたMTB世界選手権・エリートクロスカントリーでは54位。同大会同種目日本人第1位は竹谷賢二（52位）だったが、同年5月25日、愛媛県八幡浜市で開催された北京五輪代表選考会レース、「Ｊ八幡浜インターナショナルクロスカントリー」で1位だったことを受け、同年7月16日、北京五輪、MTBクロスカントリー代表に選出された。
  - 7月21日には田沢湖スキー場で行われた全日本マウンテンバイク選手権大会にて初優勝。
  - 北京五輪 3周遅れ打ち切り。
- 2009年
  - 富士見パノラマリゾートで行われた全日本マウンテンバイク選手権大会にて連覇達成。
  - 11月9日、マレーシア・マラッカで行われたアジア選手権にて初優勝。
- 2010年
  - 全日本マウンテンバイク選手権大会3連覇、
  - 大韓民国・堤川（チェチョン）で行われたアジア選手権にて連覇達成。
  - アジア競技大会 2位。
- 2011年
  - アジア選手権で3連覇達成。
  - 全日本マウンテンバイク選手権大会4連覇。
- 2012年
  - 前年まで所属していたチームブリヂストン・アンカーからSpecialized Racing Teamへ移籍。
  - 全日本マウンテンバイク選手権大会5連覇
  - 6月4日、ロンドン五輪代表選手に選出された[2]。
  - ロンドン五輪・クロスカントリー 27位
  - アジア選手権で4連覇達成。
- 2013年
  - 5月12日、中国成都で開催のアジア選手権で5連覇達成。
  - 5月19日、UCI Mountain Bike World Cup #1 Germany はリタイヤ。
  - 5月26日、UCI Mountain Bike World Cup #2 Czech Republicは17位。
  - 6月16日、UCI Mountain Bike World Cup #3 Italyは16位。
  - 全日本マウンテンバイク選手権大会6連覇
  - UCI Mountain Bike World Cup 年間ランキング11位
- 2014年
  - 4月13日、UCI Mountain Bike World Cup #1 South Africa 19位
  - 4月27日、UCI Mountain Bike World Cup #2 Australia 29位
  - 5月25日、UCI Mountain Bike World Cup #3 Czech Republic 74位
  - 6月1日、UCI Mountain Bike World Cup #4 Germany 37位
  - 7月19日、全日本選手権　修善寺 2位
  - 8月3日、UCI Mountain Bike World Cup #5 Mont-Sainte-Anne, Canada 50位
  - 8月10日、UCI Mountain Bike World Cup #6 Windham, United States　34位
  - 8月24日、UCI Mountain Bike World Cup #7 Méribel, France 48位
  - 9月6日、World Championships Hafjell, Norway 31位
  - 9月30日、Asian Games Inchon, Korea 3位
  - 10月18日、Langkawi International Mountain Bike Challenge Langkawi Island, Malaysia 5位
  - 11月1日、Asian Championships Indonesia 1位
- 2015年
  - 3月14日、US CUP #1 Bonelli Park　16位
  - 3月21日、UC CUP #2 Fontana 10位
  - 4月11日、UC CUP #3 Bonelli Park 8位
  - 5月10日、Coupe De France 11位
  - 5月17日、Czech MTB CUP 9位
  - 5月24日、World Cup #1 Czech 72位
  - 5月31日、World Cup #2 Germany 74位
  - 7月05日、World Cup #3 Switzerland 24位
  - 7月19日、全日本選手権　富士見パノラマ 1位
  - 8月16日、Asian Championships Malaysia 1位
  - 8月23日、World Cup #7 Italy Val di sole 41位
  - 9月5日、World Championships, Andora 45位
  - 12月6日、全日本シクロクロス選手権 2位
- 2016年
  - 2月25日、Cyprus Sunshine Cup 39位
  - 3月6日、Adana MTB Cup DNF
  - 3月20日、Salcano Izmil MTB Cup 3位
  - 4月2日、Salcano Polonezköy MTB Cup 1位
  - 4月24日、World Cup #1 Cairns, Australia 15位
  - 5月8日、Asian Championships Thailand　1位
  - 5月15日、八幡浜国際MTB　1位
  - 5月22日、World Cup #2 Albstadt, Germany 55位
  - 5月29日、World Cup #3 La Bresse, France 77位
  - 7月3日、世界選手権 Nove Mesto na Morave, CZE 41位
  - 7月10日、World Cup #4 Lenzerheide, Swiss 37位
  - 7月17日、全日本選手権　富士見パノラマ　1位
  - 8月7日、World Cup #5 Mont-Sainte-Anne, Canada
  - 8月17日、リオデジャネイロ五輪　21位
  - 9月4日、World Cup #6 Vallnord, Andra
- 2018年
  - 1月、国際MTBチーム『ドリームシーカーMTBレーシングチーム』を立ち上げる。
  - 3月11日、UCI World Cup #1 South Africa　69位
  - 4月7日、UCI US Cup #1 Fontana　DNF
  - 4月14日、UCI US Cup #2 SANDIMAS 22位
  - 5月6日、Asian Championships Phillipines 優勝
  - 5月13日、UCI C1 アジアMTBシリーズやわたはま国際MTBレース UCI Class1　優勝
  - 5月20日、UCI World Cup #2 Germany　102位
  - 5月27日、UCI World Cup #3 Czech　69位
  - 6月8日、UCI Salcano-Kyocera MTB Cup Vojvodina, Serbia S2　総合7位
  - 7月8日、UCI World Cup #4 Italy　47位
  - 7月15日、UCI World Cup #5 Andora 46位
  - 7月22日、全日本選手権　富士見パノラマ・リゾート　優勝
  - 8月12日、UCI C3 Coupe du Japon HAKUBA, Nagano　優勝
  - 8月26日、World Cup #7 France 43位
  - 9月9日、World Championships Swiss 50位
  - 9月30日、UCI C3 Coupe du Japon Misaka International, SHIMONOSEKI, Yamaguchi　キャンセル
  - 10月5日、Kos Island MTB XCS Stage Race by Alter Bike Tours, Greek 総合10位
  - 10月12日、Hellas Salamina Island MTB XCS Stage Race by Alter Bike Tours, Greek　総合４位
  - 10月19日、Spetses Terra Challenge MTB XCS Stage Race, Greek 総合５位
- 2019年
  - 3月16日、UCI Hors Class US Cup Series（San Dimas, CA, USA） 9位
  - 3月17日、UC Cup Series Short Track（San Dimas, CA, USA） 3位
  - 3月23日、UCI Class 1 US Cup Series（Vail Lake, CA, USA） 9位
  - 4月11日、UCI Hors Class Sea Otter Classic（Monterey, California, USA) 11位
  - 4月26日、WHISKEY OFF-ROAD （Prescott, Arizona, USA）11位
  - 5月18日、W杯１戦　Germany 94位
  - 5月26日、W杯2戦　Czech 59位
  - 6月1日、Jelenia Góra Trophy - Maja Włoszczowska MTB Race 10位
  - 6月16日、Strabag Czech MTB Cup 14位
  - 6月22日　Restart MTB XCO 4位
  - 6月29日、Cryo Space Bike Adventure 2位
  - 7月21日、全日本選手権 1位
  - 7月28日　アジア選手権（レバノン） 2位
  - 8月4日、W杯5戦  Val Di Sole, Italy  46位
  - 8月11日、W杯6戦  Lenzerheide, Swiss 99位
  - 8月18日　フレンチカップ4戦 フランス 3位
  - 8月31日、世界選手権　Mont Sainte-Anne, Canada 47位
  - 9月8日、W杯7戦　Snowshoe, NY 39位
  - 9月23日、クップドジャポン妙高杉野原 DNE
  - 9月29日、クップドジャポンMISAKA international 2位
  - 10月6日、2020東京五輪テストイベント 修善寺 伊豆MTBコース 35位
  - 11月23日、RAPHAスーパークロス 野辺山 9位
  - 12月9日、シクロクロス全日本選手権 愛媛県 4位
  - 12月15日、アジア大会（サバ、マレーシア）1位
- 2020年
  - 2月4日、アジア選手権（タイ・チェンライ）優勝
  - 2月9日、Salamina Epic MTB CUP #1 ギリシア 9位
  - 2月14日、Salamina Epic MTB CUP #2 ギリシア 8位
  - 2月20日、Salamina Epic MTB CUP #3 ギリシア 9位
  - 2月23日、Salamina Epic MTB CUP #4 ギリシア 6位
  - 3月15日、US CUP 米国・カリフォルニア州ベイルレイク 中止
  - 3月21日、US CUP 米国・カリフォルニア州ボネリパーク 中止
  - 6月4日、第32回東京五輪クロスカントリーオリンピック代表JCFより内定
  - 9月27日、Coupe de Japon Misaka International (UCI3) 優勝
  - 10月11日、Cyclocross Meeting, Shirakaba, Nagano 優勝
  - 10月18日、シクロクロスミーティング富士宮 優勝
  - 11月1日、クップドジャポン京都湯船 優勝
  - 11月8日、全日本選手権クロスカントリー 優勝
  - 11月28日、全日本選手権シクロクロス 5位
  - 12月6日、全日本選手権ショートクロスカントリー優勝